# ゲオルク・ツー・メクレンブルク
ゲオルク・ヘルツォーク・ツー・メクレンブルク（ドイツ語: Georg Herzog zu Mecklenburg, 1899年10月5日〔ユリウス暦では9月22日〕- 1963年7月6日）は、メクレンブルク＝シュトレーリッツ大公家家長（1934年 - 1963年）。メクレンブルク＝シュトレーリッツ大公ゲオルクの曾孫。

## 生涯
ロシアのオラニエンバウム（現在のロモノソフ）でゲオルギー・ゲオルギエヴィチ・カルロフ (ロシア語: Георгий Георгиевич Карлов) 伯爵として生まれた。メクレンブルク＝シュトレーリッツ大公国公子のメクレンブルク公ゲオルギー・ゲオルギエヴィチと、その妻ナターリヤ・フョードロヴナ・ヴォンリャルスカヤ（1858年 - 1921年）の末子（唯一の男子）である。
両親が貴賤結婚だったため、ゲオルクはメクレンブルク公の称号を許されず、メクレンブルク＝シュトレーリッツ大公フリードリヒ・ヴィルヘルムが母ナターリヤに与えたカルロフ（ドイツではカーロウ）伯爵の称号で呼ばれた。1909年に父が死去すると、叔父のミハイル（カール・ミヒャエル）がゲオルギーと3人の姉たちの後見人となった。1917年に10月革命が起きると、ゲオルギーとその家族はフランス、次いでドイツに亡命した。
1928年9月11日、ゲオルギーは1918年よりメクレンブルク＝シュトレーリッツ家家長となっていた叔父カール・ミヒャエルの養子となり、この養子縁組は1928年10月11日にマルヒンの裁判所によって認可された。これにより、ゲオルギーは養父の姓である「メクレンブルク」を名乗るようになり、「メクレンブルク公」の称号と「Durchlaucht」相当の敬称を使うようになった。この称号と敬称は1929年7月18日にロシア帝室家長のキリル・ウラジーミロヴィチ大公によって承認され、そして同年12月23日には同族のメクレンブルク＝シュヴェリーン大公家家長フリードリヒ・フランツ4世もこれを承認した。ゲオルクはフライブルク大学で政治学を学び、経済学と社会科学の博士号を取得した。
1934年12月6日に養父の叔父カール・ミヒャエルが死去すると、ゲオルクがメクレンブルク＝シュトレーリッツ家家長を引き継いだ。ゲオルクは家族と一緒にレンプリンの城に住んでいたが、1940年4月に城が焼け落ちたためレンプリンを離れた。シュトレーリッツ大公家はグルーネヴァルトに引っ越したが、ここでも1944年2月の連合国軍による空襲のために家を失った。1944年8月、ゲオルクはゲシュタポに逮捕されてザクセンハウゼン強制収容所に送られ、1945年2月まで抑留されていた。解放後まもない1945年3月、ゲオルクはホーエンツォレルン＝ジクマリンゲン侯夫人マルガレーテの招きで、家族を連れてジクマリンゲンに引っ越した。
1950年12月18日、メクレンブルク＝シュヴェリーン大公家は1929年のゲオルクの称号に関する取り決めを確認し、さらにゲオルクの敬称をより上位の「Hoheit」相当に変更した。また、メクレンブルク＝シュヴェリーン大公家はゲオルクのメクレンブルク＝シュトレーリッツ家家長の地位をも認めた。これに伴い、カーロウ（カルロフ）伯爵の称号は消滅した。
1963年、心臓発作によりジクマリンゲンで死去し、メクレンブルク＝シュトレーリッツ家家長の座は長男のゲオルク・アレクサンダーに引き継がれた。

## 結婚と子女
1920年10月7日、スイスのジュネーヴで同じロシア人亡命貴族のイリナ・ミハイロヴナ・ライェフスカヤ（1892年 - 1955年）と結婚した。イリナはアレクサンドル・ミハイロヴィチ・トルストイ伯爵の未亡人であり、またグリゴリー・ポチョムキン公爵の姉妹の子孫にあたる。夫妻は3男1女を儲けた。
- ゲオルク・アレクサンダー（1921年 - 1996年） - メクレンブルク＝シュトレーリッツ家家長。
- アレクサンダー（1922年） - 夭折。
- ヘレーネ（1924年 - 1962年） - ハサン・サイード・カミルと結婚、飛行機事故で死亡。
- カール・グレゴール（英語版）（1933年 - 2018年） - 美術史家、音楽学者。ホーエンツォレルン＝ジクマリンゲン侯女マリア・マルガレーテと結婚。

1956年、最後のオーストリア皇帝であるカール1世の次女シャルロッテ（1921年 - 1989年）と再婚した。法律婚は1956年7月21日にドイツのペッキングで行われ、宗教婚は4日後の7月25日に行われた。シャルロッテとの間に子はなかった。